# Comuna Generalski Stol, Karlovac
Generalski Stol este o comună în cantonul Karlovac, Croația, având o populație de 2.642 de locuitori (2011).

## Demografie
Componența etnică a comunei Generalski Stol
     Croați (99,13%)
     Necunoscut (0,08%)
     Neclasificat (0,72%)
Componența confesională a comunei Generalski Stol
     Catolici (97,99%)
     Necunoscută (0,49%)
     Alte religii (1,51%)
Conform recensământului din 2011, comuna Generalski Stol avea 2.642 de locuitori. Din punct de vedere etnic, majoritatea locuitorilor (99,13%) erau croați. Apartenența etnică nu este cunoscută în cazul a 0,08% din locuitori. Din punct de vedere confesional, majoritatea locuitorilor (97,99%) erau catolici. Pentru 0,49% din locuitori nu este cunoscută apartenența confesională.